# Un condamné à mort s'est échappé
Un condamné à mort s'est échappé ou Le vent souffle où il veut is een Franse dramafilm uit 1956 onder regie van Robert Bresson. Het is gebaseerd op de memoires van André Devigny, een krijgsgevangene die vast zat in Fort Montluc tijdens de Tweede Wereldoorlog.
Bresson won de prijs voor 'beste regie' op het Filmfestival van Cannes 1957.

## Verhaal
In 1943 wordt verzetsstrijder Fontaine gearresteerd door de Duitse bezetter. Hij wordt ter dood veroordeeld en opgesloten in de gevangenis van Montluc in Lyon. Fontaine bereidt een ontsnappingsplan voor. Dan wordt echter een andere gevangene in zijn cel geplaatst. Fontaine moet beslissen of hij hem kan vertrouwen, voordat hij zijn ontsnapping tot een goed einde kan brengen.

## Rolverdeling
| Acteur              | Personage          |
| ------------------- | ------------------ |
| François Leterrier  | Luitenant Fontaine |
| Charles Le Clainche | François Jost      |
| Maurice Beerblock   | Blanchet           |
| Roland Monod        | Priester           |
| Jacques Ertaud      | Orsini             |
| Jean Paul Delhumeau | Hébrard            |